# Politiek in Turkije
De politiek in Turkije vindt plaats in een kader van een laïcistische republiek en parlementaire vertegenwoordigende democratie, waarbij de premier van Turkije het hoofd van de regering is. Turkije heeft een meerpartijenstelsel.
Het politieke systeem is gebaseerd op een scheiding der machten. De uitvoerende macht wordt uitgeoefend door de overheid. De wetgevende macht berust bij zowel de regering als de Grote Nationale Assemblee van Turkije. De rechterlijke macht is onafhankelijk van de uitvoerende en de wetgevende macht. De huidige grondwet werd aangenomen op 7 november 1982.

## De wetgevende macht

### Het parlement
De wetgevende macht berust bij het parlement, dat uit één kamer (de Grote Nationale Assemblee van Turkije) bestaat en 550 leden telt. De leden worden voor een periode van vier jaar gekozen volgens de Methode-D'Hondt. Parlementsleden kunnen zitting hebben namens een politieke partij of als onafhankelijk parlementariër. Zij zijn tevens afgevaardigde voor de provincie waarin zij zijn gekozen. Voor wijziging van een wet is een gewone meerderheid vereist, voor wijziging van de grondwet een tweederdemeerderheid, hetgeen neerkomt op 367 zetels. Voorzitter van het parlement is sinds 5 augustus 2009 Mehmet Ali Şahin.
Politieke partijen die worden geacht anti-seculier of separatistisch te zijn, worden door de rechterlijke macht verboden.

### Politieke partijen
Turkije kent meer dan twintig politieke partijen. De binding van parlementsleden met hun eigen partij is niet altijd even sterk. Het is niet ongebruikelijk dat parlementsleden overstappen naar een andere partij. De laatste algemene verkiezingen vonden op 1 november 2015 plaats.

## De uitvoerende macht

### De president
Sinds oktober 2007 wordt de president rechtstreeks gekozen voor een periode van vijf jaar; hij kan eenmaal worden herkozen. De huidige president is Recep Tayyip Erdoğan, die op 28 augustus 2014 in functie is getreden. Aangezien hij in 2023 is herkozen duurt zijn ambtstermijn tot 2028.
In het Turkse staatsbestel beschikt de president over een groot aantal bevoegdheden. Zo kan de president het parlement bijeenroepen wanneer hij dat nodig acht en keurt de benoeming goed van de premier en een deel van diverse hoge rechters. Ook kan hij zijn goedkeuring aan (onderdelen van) wetsvoorstellen onthouden.

### De ministerraad
Alle leden van de regering moeten in beginsel uit het parlement afkomstig zijn en behouden tijdens hun ministerschap hun functie als parlementslid.

### Lokaal bestuur
Turkije is ingedeeld in 81 provincies (İl), die onder leiding staan van een provinciegouverneur (vali). Provincies zijn onderverdeeld in districten (ilçe) met als bestuurder de districtsgouverneur (kaymakam). Districten kunnen verder onderverdeeld zijn in subdistricten (bucak). Gouverneurs worden benoemd door de centrale overheid in Ankara en zijn daaraan rechtstreeks verantwoording schuldig. Gouverneurs vertegenwoordigen de centrale overheid in de provincie. Elke plaats of elk stadsdeel (belediye) met meer dan tweeduizend inwoners heeft recht op een gekozen burgemeester en gemeenteraad. Turkije kent een lange traditie van centralistisch bestuur. Sinds 2003 zijn meer taken naar een lager bestuursniveau gedelegeerd, terwijl het democratisch gehalte van het lagere bestuursniveau is vergroot. De rol van de provinciegouverneur is teruggebracht, terwijl het provinciale parlement en de gemeenteraad meer zeggenschap kregen.

### Het veiligheidsapparaat
De verschillende organen die zich bezighouden met het waarborgen van de veiligheid zijn de politie, de gendarmerie, de veiligheids- en
inlichtingendienst MIT, de landmacht en de dorpswachters. De bevoegdheid van de politie, die valt onder het ministerie van Binnenlandse Zaken, beperkt zich tot de stedelijke gebieden met meer dan 2000 inwoners.
Op het platteland worden de politietaken uitgevoerd door de gendarmerie, een onderdeel van de strijdkrachten dat formeel in vredestijd onder het ministerie van Binnenlandse Zaken ressorteert.

## De rechtsprekende macht
Turkije kent civiele rechtbanken, administratieve rechtbanken en strafrechtbanken. Hiernaast zijn er bijzondere rechtbanken zoals militaire rechtbanken en voorheen waren er de Staatsveiligheidsrechtbanken (afgeschaft in 2004). De civiele rechtbanken bestaan uit de Civiele Vredesrechtbanken (Turks: Sulh Hukuk Mahkemeleri), Civiele Rechtbanken van Eerste Aanleg (Asliye Hukuk Mahkemeleri) en Handelsrechtbanken (Asliye Ticaret Mahkemeleri).
Voor alle civiele- en strafrechtbanken is hoger beroep mogelijk bij het Hof van Beroep (Yargıtay). Voor administratieve rechtbanken is hoger beroep mogelijk bij de Raad van State. De Hoge Raad van Rechters en Aanklagers (HSYK) is verantwoordelijk voor benoemingen van rechters en openbare aanklagers, alsmede voor disciplinaire straffen.
Naast de bestaande rechtersvereniging Yargiçlar ve Savcilar Birliği (YARSAV), die als kemalistisch wordt gezien, is in 2010 een nieuwe vereniging voor de rechtspraak opgericht, de Judges and Prosecutors Association for Freedom and Democracy (Demokrasi ve Özgürlük İçin Yargiçlar ve Savcilar Birliği-Demokrat Yargi).

### Constitutioneel Hof
Het Turkse systeem kent een Constitutioneel Hof (Anayasa Mahkemesi), dat toetst of wetten in overeenstemming zijn met de grondwet. Sinds 2005 wordt ook getoetst aan de rechtsbeginselen zoals neergelegd in de diverse internationale mensenrechtenverdragen. Rechtstreekse toegang tot het Hof hebben overheidsinstellingen, regeringspartijen en de oppositie, maar ook iedere burger kan in een lopende rechtszaak een beroep doen op vermeende ongrondwettigheid van een bepaalde wet. Het Hof bestaat uit zeventien vaste leden, die een ambtstermijn hebben van twaalf jaar.

### Reguliere strafrechtbanken
Om te bepalen welke rechtbank bevoegd is voor de behandeling van een bepaald delict zijn de aard en de zwaarte van het delict van belang. Voor strafdelicten bestaan de volgende strafrechtbanken:

#### Kantongerechten in Strafzaken
Kantongerechten in Strafzaken (Suc Ceza Mahkemeleri) bestaan uit één rechter en zijn aanwezig in elke provincie- of districtshoofdstad. Deze rechtbanken behandelen alleen zaken waar een geldstraf of een lichte gevangenisstraf op staat. Er zijn 840 van dergelijke rechtbanken in Turkije.

#### Enkelvoudige Kamers in Strafzaken
Enkelvoudige Kamers in Strafzaken (Adliye Ceza Mahkemeleri) bestaan officieel uit meerdere rechters (in de praktijk is dit er echter slechts één) en behandelen belangrijke plaatselijke misdrijven die niet krachtens de wet aan de Kantongerechten in Strafzaken zijn toegewezen. Er zijn 899 van dergelijke rechtbanken in Turkije.

#### Meervoudige Kamers in Zware Strafzaken
Meervoudige Kamers in Zware Strafzaken (Ağır Ceza Mahkemeleri) bestaan uit een president en twee leden. Deze rechtbanken zijn bevoegd voor delicten waarop meer dan vijf jaar gevangenisstraf staat. Voor het berechten van misdrijven die betrekking hebben op terrorisme en drugsdelicten zijn sinds de afschaffing van de staatsveiligheidsrechtbanken (Devlet Güvenlik Mahkemeleri) in mei 2004 extra kamers van de ACM’s ingesteld. Deze rechtbanken kunnen, evenals de voormalige DGM’s territoriaal voor meer dan één provincie bevoegd zijn.

## Politieke beginselen van belang
De Turkse grondwet is cumulatief gebaseerd op de volgende principes:
- Kemalisme
- Laïcisme
- Modernisering

De meeste reguliere politieke partijen zijn gebaseerd op een van de volgende principes:
- Nationalisme
- Islamisme
- Kemalisme
- Conservatisme
- Decentralisatieeerd op minstens

Andere politieke ideeën hebben ook de Turkse politiek en de moderne geschiedenis beïnvloed. Van bijzonder belang zijn:
- Neoliberalisme
- Communisme
- Koerdisch separatisme
- Panturkisme
- Socialisme

## Galerij

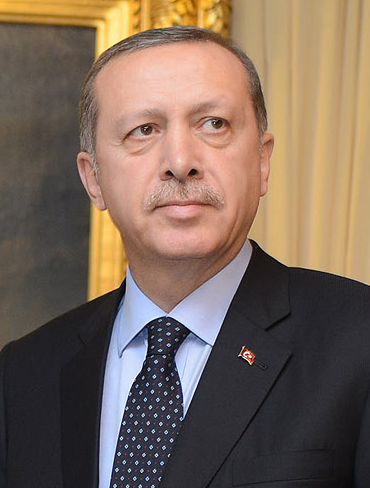
President van Turkije, Recep Tayyip Erdoğan
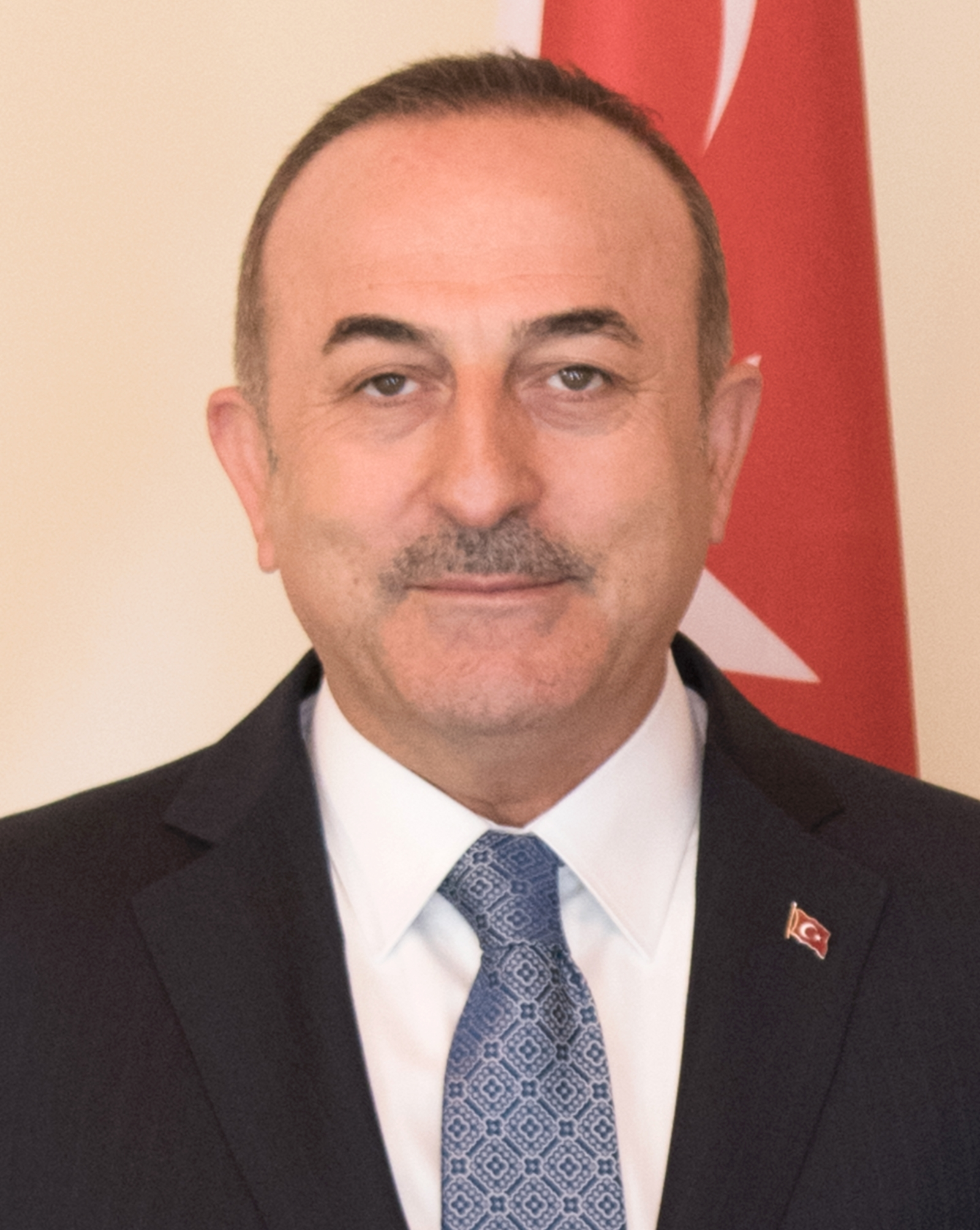
Minister van Buitenlandse Zaken, Mevlüt Çavuşoğlu
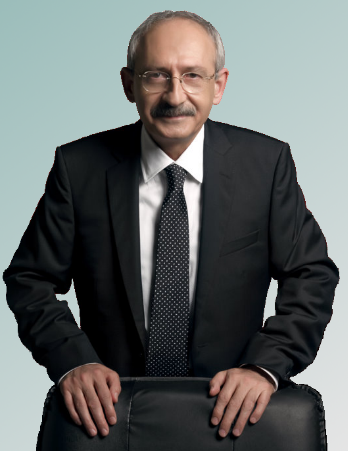
Oppositieleider van de CHP, Kemal Kılıçdaroğlu